# František Xaver Diblík

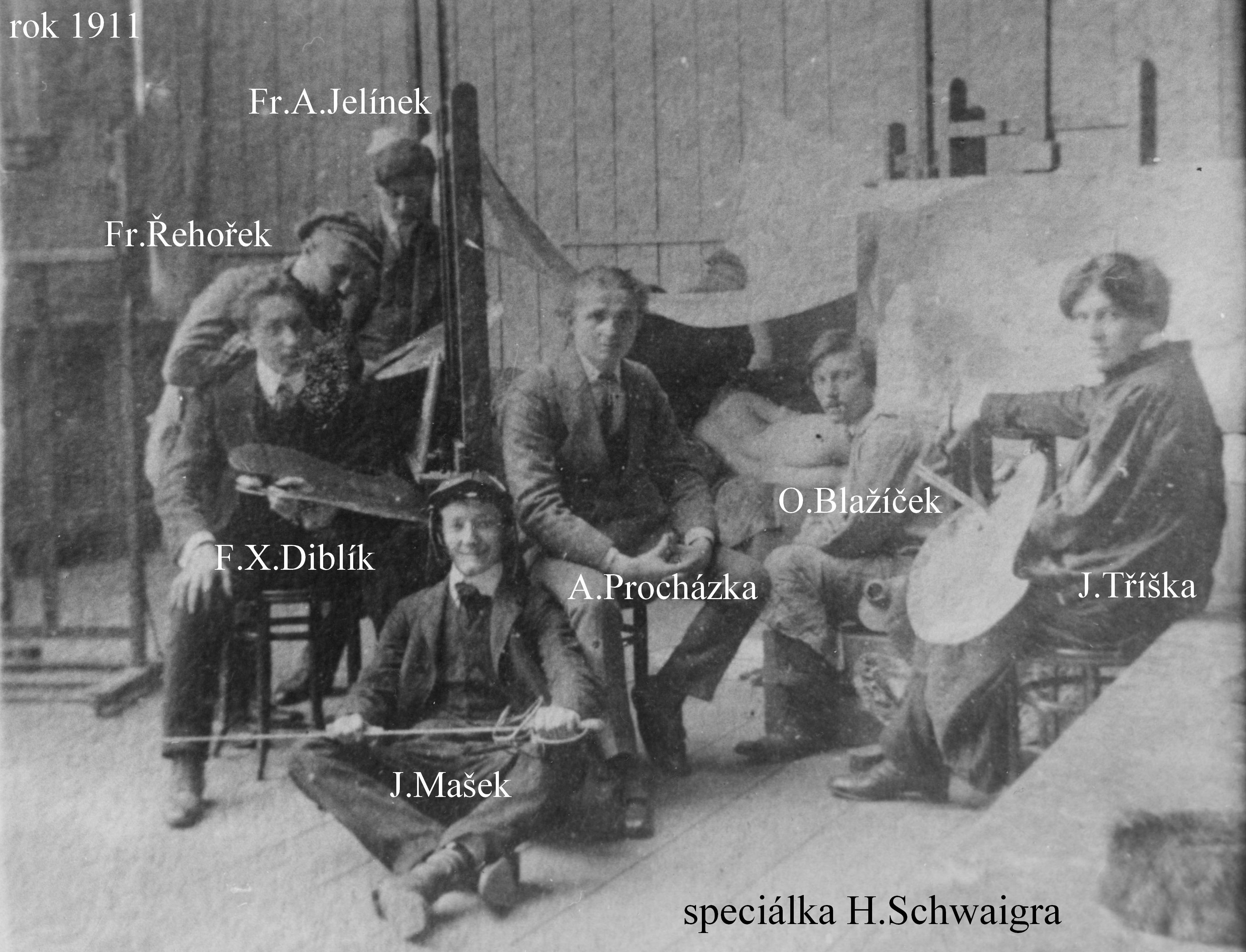
AVU v Praze, žáci speciálky H.Schwaigra - Fr.A.Jelínek, Fr.Řehořek, F.X.Diblík, J.Mašek, A.Procházka, O.Blažíček a J.Tříška v roce 1911

František Xaver Diblík (18. října 1887 Nalžovice – 19. ledna 1955 Praha) byl český akademický malíř, grafik a legionář.

## Život
Studoval na Akademii výtvarných umění v Praze nejprve ve všeobecné škole u prof. Vlaho Bukovace a následně ve speciálce u prof. Hanuše Schwaigra. V letech 1913-1914 byl jako stipendista na studijní cestě v Římě. Na začátku první světové války narukoval do rakousko-uherské armády k 11. pěšímu pluku a později s ním odešel na italské bojiště. Koncem srpna 1917 byl u italského Medeazza zajat. V únoru 1918 se přihlásil do československých legií v Itálii a byl zařazen k depositní rotě ve Folignu jako desátník. Během působení v italských legiích byl postupně povyšován a v březnu 1919 byl jmenován poručíkem. Během svého pobytu v Itálii navrhl plukovní prapory československých legií v Itálii a vypracoval četné adresy vysoké italské šlechtě. Po návratu do vlasti v listopadu 1919 byl přidělen Národní Radou k Památníku Odboje v Praze. V letech 1925-1943 byl členem Jednoty umělců výtvarných a Syndikátu výtvarných umělců československých. Pravidelně se zúčastňoval spolkových výstav v Praze a dalších městech. František Xaver Diblík se ve své tvorbě věnoval žánrové malbě, podobiznám a miniaturám.

## Dílo
- podobizna MUDr Antonína Ostrčila
- podobizna gen. Andrease Grazianiho[2]
- podobizna gen. JUDr. Roberta Vobrátilka
- podobizna majora Františka Skobise

a mnohé další

## Vyznamenání
| Československá revoluční medaile     | Československá revoluční medaile     |
| Medaile vítězství                    | Československá medaile Vítězství     |
| Pamětní válečná medaile 1915-1918    | Pamětní válečná medaile 1915-1918    |
| Pamětní medaile na sjednocení Itálie | Pamětní medaile na sjednocení Itálie |

## Galerie

Portrét kouřícího muže (olej na plátně) 1918
Zátiší s karafiáty a ovocem (olej na plátně) 1938
Vítání jara (olej na sololitu)
Stavení u lesa (olej na kartonu)
Posázaví (olej na kartonu)
Žena s jablky (olej na plátně)
Zátiší s bažantem a zeleninou (olej na plátně)
Odpočinek  (pastel na papíře) 1929